# José María Gómez Sanjurjo
José María Gómez Sanjurjo nació en Asunción, Paraguay, el 3 de febrero de 1930, hijo de José Domingo Gómez Sanjurjo y de Pura López. 
Poeta y escritor paraguayo. Conforma, junto con otros escritores, a la "Generación del '50", grupo de notables literatos que marcó un hito de la producción literaria del Paraguay.
En su producción se destacan la poesía y la novela, géneros literarios a través de los cuales, este autor expresa su arte en forma cálida y profunda.

## Infancia y juventud
Estudió en el Colegio San José de la ciudad de Asunción. Comenzó su producción literaria bajo la orientación del Padre César Alonso de las Heras. El Padre Alonso es una figura fundamental en la difusión de la gran poesía española de las llamadas generaciones del ‘98 y del ‘27, y forjador de numerosos talentos para las letras paraguayas, desde la Academia Literaria del Colegio de San José, primero, y luego desde la Academia Universitaria, institución esta última que Gómez Sanjurjo presidió por varios períodos.
Pertenece a la llamada “Generación del ‘50” de la poesía paraguaya, junto a José Luis Appleyard, Ricardo Mazó, Ramiro Domínguez, Rubén Bareiro Saguier y Carlos Villagra Marsal, entre otros notables escritores de aquel período.
A más de su innegable vocación de escritor -fue poeta y narrador en una obra no por escasa exenta de enorme valor estético-, ejerció la cátedra y se dedicó a actividades empresariales en Asunción.
Es la voz más intimista, coloquial, cálida y lírica de su generación.  Su  poesía se asemeja a  una copa de cristal: aparece como frágil pero dura a lo largo del tiempo. La magistral utilización de los recursos estilísticos signa a fuego su maravillosa producción.

## Primeros pasos
Publicó en 1953, junto a otros compañeros de la Academia Literaria del Colegio San José y luego de la Academia Universitaria del Paraguay, un pequeño libro titulado “Poesía”. 
Su obra se halla diseminada en revistas y antologías del Paraguay y del extranjero. En 1978, la editorial Losada, de la Argentina publicó su primer libro “Poemas” y en 1979 “Otros poemas y una elegía”. En la contratapa del primero de los libros citados, se lee: “Su poesía, cuyo tono intimista encontró un estilo justo, de notable y eficaz desnudez, se constituyó en uno de los valores sobresalientes de las actuales letras paraguayas. Pero cabe señalar que esa contemplación de las congojas íntimas no desdeña la visión de su contorno, con exigente precisión de los auténticos creadores”. En narrativa, es autor de “El español del almacén”, novela escrita en 1987, galardonada con un premio internacional.

## Obras
En la nota introductoria de su “Antología poética” aparecida en 1996, su compañero y amigo, puntal junto a él de toda su generación, José Luis Appleyard, expresa: “José María Gómez Sanjurjo es para quien estas líneas escribe el mayor poeta lírico de la segunda mitad del siglo que está declinando. Un poeta que reúne en sí todas las condiciones como para poder considerarlo de esta manera. La amistad que nos uniera no habrá de pesar con ninguna parcialidad en lo que escribo. Si poesía no necesita de halagos surgidos de motivos ajenos a su propio valor, si es que esta palabra puede ser empleada en un campo tan alejado de todo concepto que no sea el de la belleza intrínseca y extrínseca de cada uno de los versos que sustentan cada poema”.
La autorizada opinión de Elvio Romero –quizá el más grande poeta social del Paraguay del siglo XX- lo considera como el más inspirado e importante poeta, en cuanto tal, en su generación. César Alonso de las Heras y Juan Manuel Marcos, en un libro de texto de Literatura expresan: “José María Gómez Sanjurjo ha restituido al tema del amor humano -tan copiosamente degradado en nuestro país por un aluvión de cancioncillas vulgares, toscas y frívolas- una elevadísima jerarquía de dignidad y de nobleza, de hondura y naturalidad...”
Se casó con María Teresa Cazal Ribeiro.

## Últimos años
Atormentado por la situación política imperante en su país y por el desdén hacia la actividad cultural, Gómez Sanjurjo se autoexilió en Buenos Aires, ciudad en la que falleció el 30 de mayo de 1988 cuando mucho quedaba aún por esperar de su sensibilidad y su talento.